# 天国に一番近い病院
『天国に一番近い病院』（てんごくにいちばんちかいびょういん）とは、1993年1月2日にフジテレビジョン系列で放送された単発テレビドラマ。正式タイトルは「'93新春ギャグドラマ！天国に一番近い病院」。
日本では比較的珍しいパロディ満載のコメディドラマで、『白い巨塔』などに代表されるいわゆる病院もののドラマをモチーフとし、病院内の医師間の権力闘争を背景に、数多くのギャグが繰り広げられる。

## スタッフ
- 企画：金光修、小牧次郎
- プロデューサー：伊地智啓、大賀文子
- 脚本：信本敬子、田中経一
- 演出：田中経一
- 制作：キティ・フィルム、CX

## キャスト
- 理事長の娘：藤谷美和子
- 第二医学部長：風間杜夫
- 第一医学部長：細川俊之
- 病院理事長：仲谷昇
- 段田安則
- 東幹久
- 河合美智子
- 近藤敦（KONTA）
- 今村雅美
- 長谷川初範
- 深津絵里
- 奥村公延
- 楠美津香
- ちぇりぃず（高野保彦、八木正幸）
- 海砂利水魚（上田晋也、有田哲平）
- 青空アンパンカステラ（青空アンパン、青空カステラ）
- みかずき組（白石美樹、坂本和江）

## エピソード
- ブレイク前のくりぃむしちゅーの二人がチョイ役で出演している。

| スタブアイコン | サブスタブ | この項目は、まだ閲覧者の調べものの参照としては役立たない、テレビ番組に関連した書きかけの項目です。この項目を加筆・訂正などしてくださる協力者を求めています（P:テレビ/PJ:放送または配信の番組）。 |